# Wetlands International
Wetlands International é uma organização sem fins lucrativos, de carácter global, dedicada à protecção de áreas húmidas e à gestão sustentável.
Foi fundada em 1954 como International Wildfowl Inquiry, uma organização focada na protecção de aves aquáticas. Mais tarde, o nome mudou para International Waterfowl & Wetlands Research Bureau (IWRB). O âmbito tornou-se mais vasto e a organização passou a trabalhar também na protecção de áreas húmidas.
Posteriormente, outras organizações com os mesmos objectivos emergiram na Ásia e nas Américas: a Asian Wetland Bureau (AWB) (iniciada como INTERWADER em 1983) e a Wetlands for the Americas (WA) (iniciada em 1989). Em 1991, as três organizações começaram a desenvolver trabalho de forma mais próxima.
Em 1995, essa relação de trabalho desenvolveu-se na organização Wetlands International.